# Isaniwa-jinja

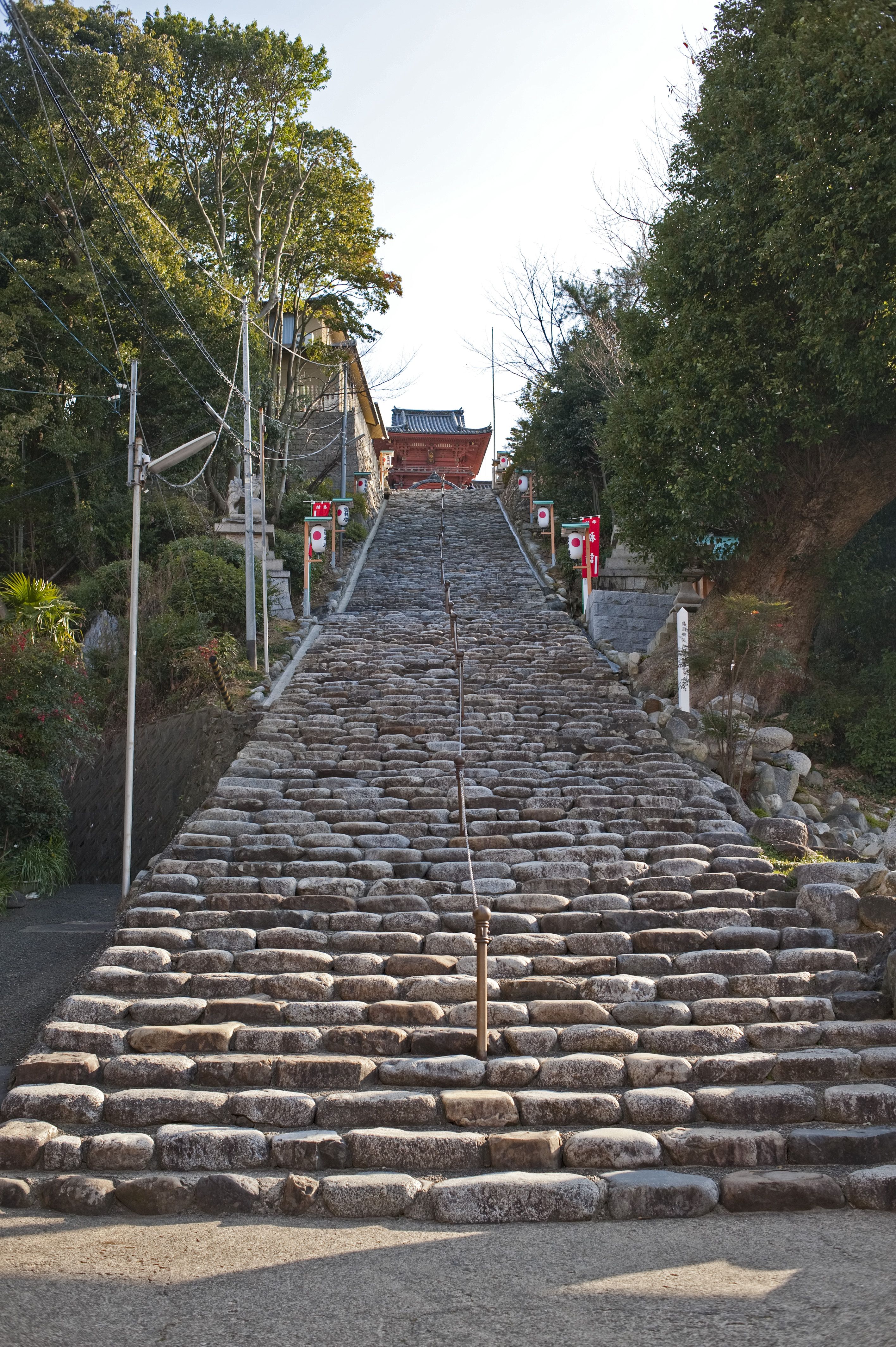
Voie d'accès au sanctuaire Isaniwa.

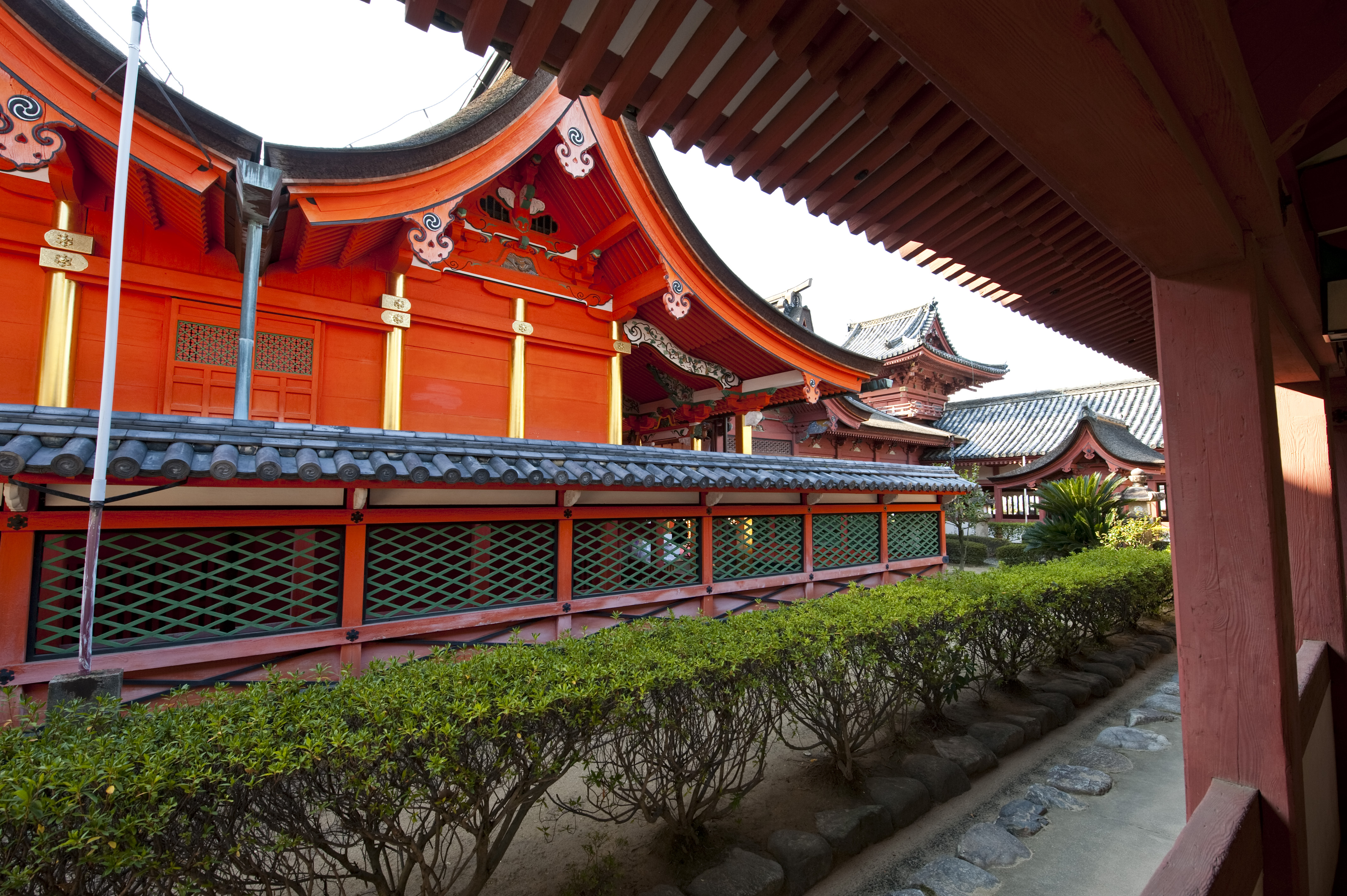
Honden d'Isaniwa (1667), rare exemple du style hachiman-zukuri, classé bien culturel important.

L'Isaniwa-inja (伊佐爾波神社) est un sanctuaire shinto situé à Matsuyama, dans la préfecture d'Ehime, au Japon. Il est dédié à l'empereur Chūai, l'impératrice Jingū et l'empereur Ōjin. Un certain nombre de ses bâtiments et trésors sont classés biens culturels importants du Japon.

## Histoire
La légende veut que le sanctuaire a été fondé sur l'emplacement où l'empereur Chūai et l'impératrice Jingū se sont baignés à Dōgo Onsen et qui est cité dans le Engishiki.
Au XIVe siècle, le clan Kōno déplace le sanctuaire à son actuel emplacement puis il est reconstruit par le clan Matsudaira au XVIIe siècle.
Le temple est restauré en 1970.

## Bâtiments
Isaniwa-jinja est conçu sur le modèle de Iwashimizu Hachiman-gū, préfecture de Kyoto et construit dans le style architectural hachiman-zukuri,.
- Honden (1667) (bien culturel important)[4],[5],[6].
- Couloir Mōshidono (1667) (BCI)[7],[8]
- Rōmon (1667) (BCI)[9],[10]
- Kairō (1667) (BCI)[11],[12]
- Massha (BCI)[13]

## Trésors
Une salle au trésor abrite des épées et des armures.
- Tachi (époque de Kamakura) (BCI)[15],[16].